# Obuchiv
Obuchiv (ukrajinsky Обухів; rusky Обухов – Obuchov) je město v Kyjevské oblasti na Ukrajině. Leží na říčce Kobrynce nedaleko pravého břehu začátku vzdutí Kaněvské přehrady na Dněpru. Od Kyjeva, hlavního města celé Ukrajiny, je vzdáleno přibližně 45 kilometrů na jih. V roce 2022 zde žilo zhruba 33 tisíc obyvatel.

## Administrativní uspořádání
Obuchiv se skládá z vlastního města a dvou připojených obcí, Tacenky (Таценки) a Lendy (Ленди).

## Historie

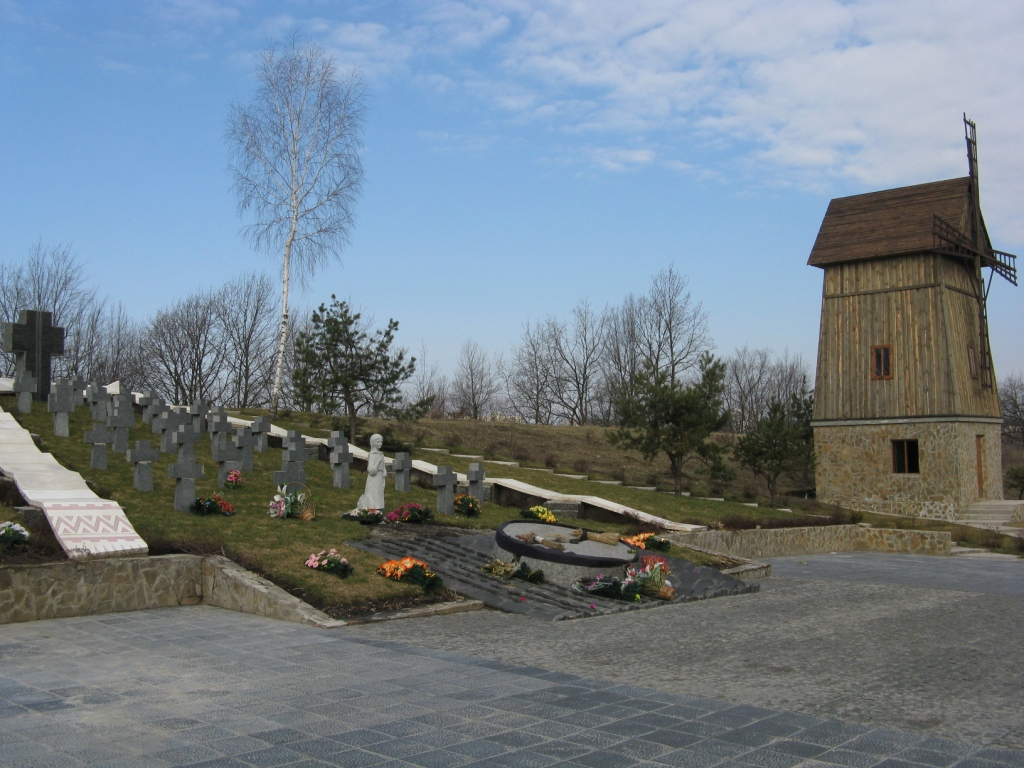
Památník a hřbitov obětí hladomoru z let 1932-1933

Obuchivský region s centrem v Trypillji je významnou archeologickou lokalitou pravěké Tripolské (Trypillské) kultury období neolitu.

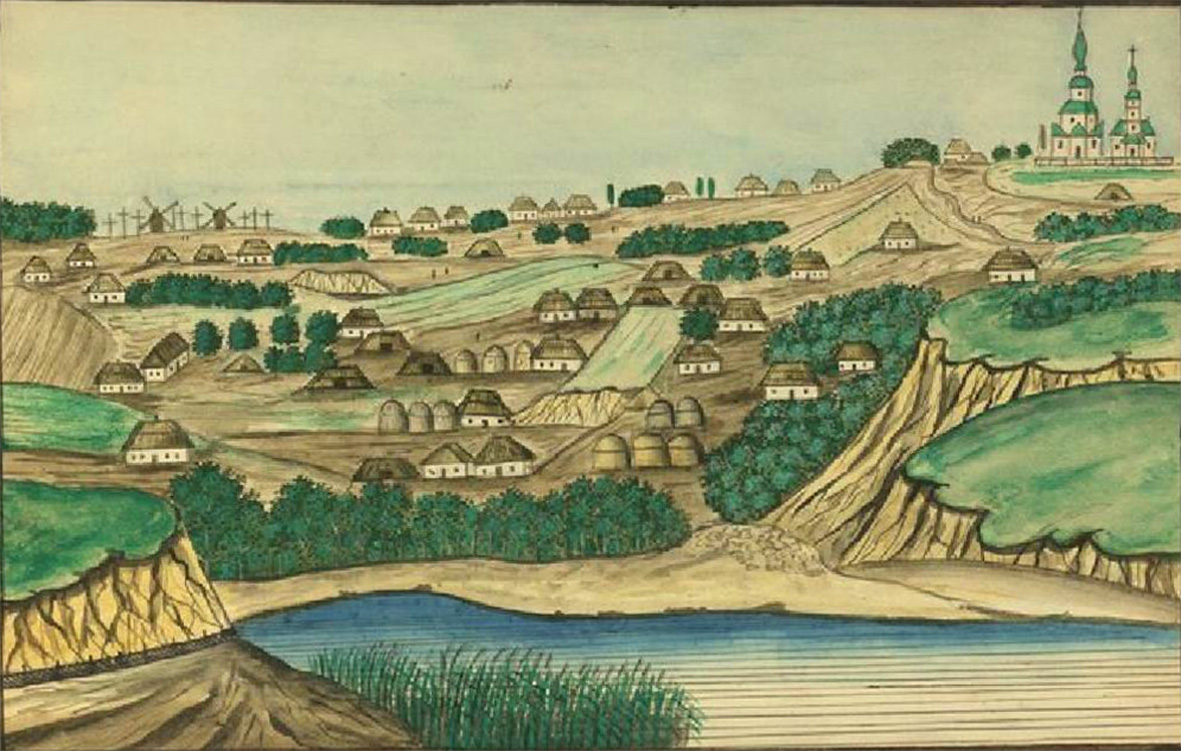
Obuchiv na vedutě Dominiqua Pierra de la Flise z roku 1854

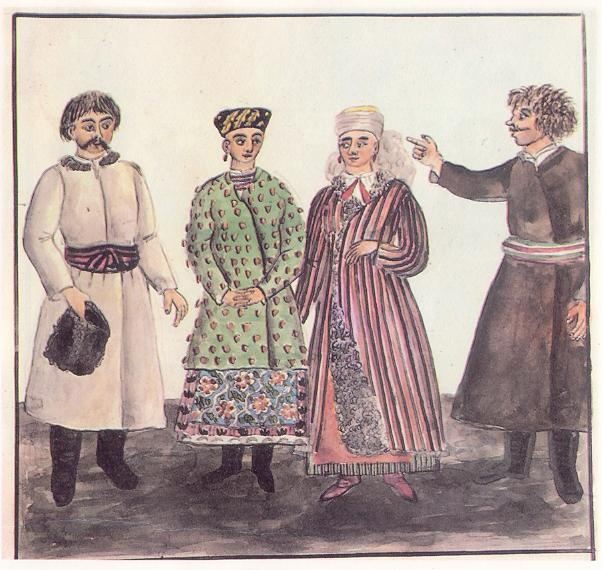
Obyvatelé Obuchivu na vedutě Dominiqua Pierra de la Flise z roku 1848

První písemný dokument o obci zvané Lukavycja (ukrajinsky Лукавиця) pochází z roku 1362, z období Litevského velkoknížectví za vlády Olgerda Gejštora. Je však pravděpodobné, že místo bylo osídleno již od 11. století v rámci Kyjevské Rusi.
Současný název má sídlo od přelomu 16. a 17. století podle mužika Obucha/Obuchy, který byl v letech 1550-po 1588 správcem zdejšího statku šlechtice Ivana Dorogostayského, žil a hospodařil zde sám. Statek se začal nazývat Lukavycja-Obuchov nebo Obuchovščizja, později Obuchiv-Hutir. V roce 1588 Petr Dorogostayskyj prodal statek "s osadou obehnanou vodním příkopem a palisádou" i s mužikem Obuchem šlechtici Ivanovi Ostrozkému.
Převážně zemědělská obec v úrodné rovinaté krajině se vyznačovala mnoha větrnými mlýny. Město zachytil roku 1854 na své amatérské vedutě francouzský voják a chirurg Napoleonovy armády Dominique Pierre de la Flise (1787-1861), pseudonymem Demjan Petrovič De la Fliz, který se usadil na Ukrajině v Bílé Cerkvi a na četných etnografických výpravách kreslil.
Statut města Obuchiv dostal 15. prosince 1966. Blízkost Kyjeva z něj učinila město atraktivní pro obyvatele, dojíždějící tam denně do práce. Infrastruktura města se začala systematicky rozvíjet až od roku 1980.

## Památníky
- Hřbitov a pomník obětem hladomoru z let 1932-1933
- Budova církevní školy z roku 1913 (zcela přestavěná), s pamětní deskou básníka Andreje Malyška
- Danylo Ilkovyč Terpylo (Zelenyj) (1886-1919), pomník bojovníka za samostatnost Ukrajiny
- Pomník básníka Andreje Malyška